# Augusta van Saksen-Gotha

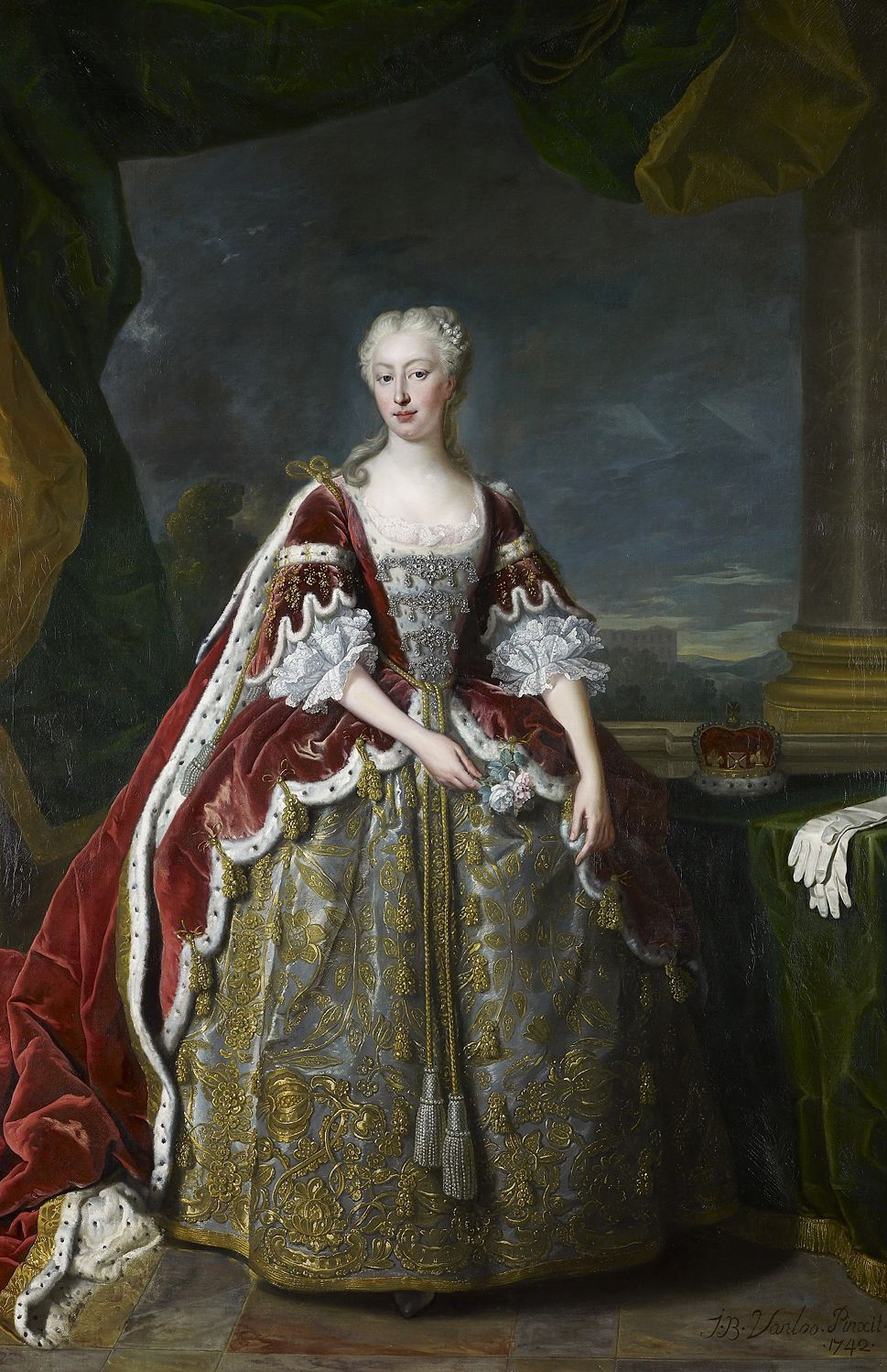
Jean-Baptiste van Loo, portret van Augusta van Saksen-Gotha, 1742

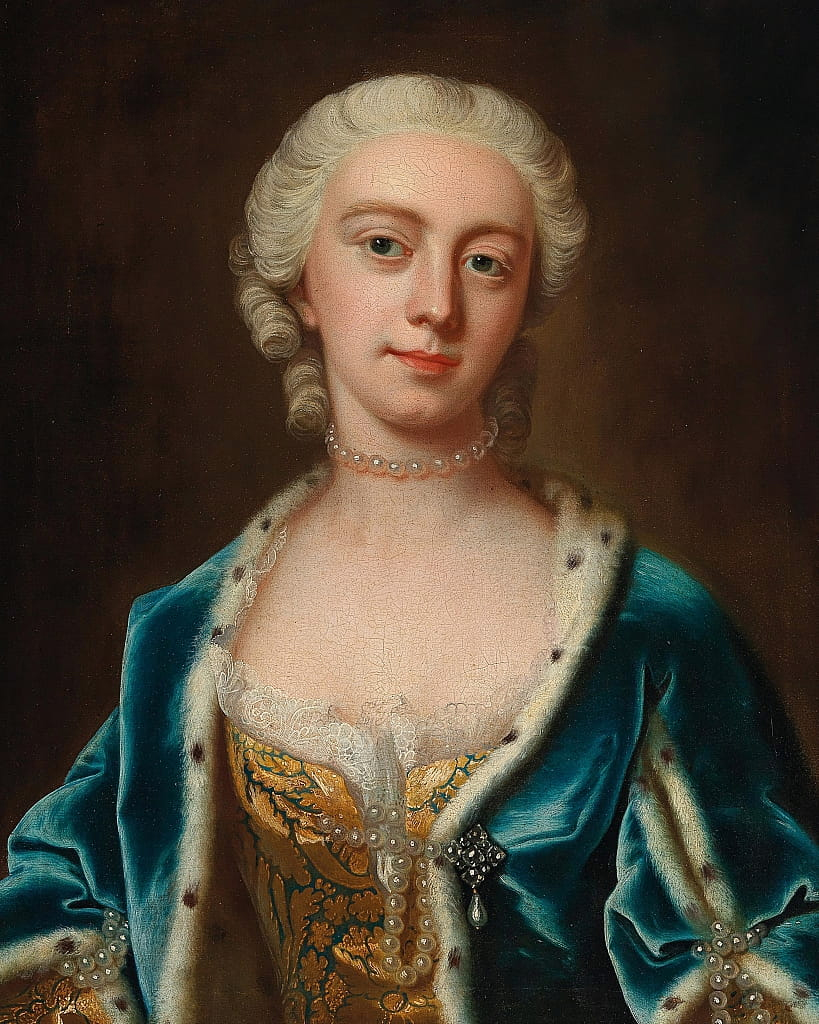
Barthélemy Du Pan (1712-1763), portret van Augusta van Saksen-Gotha

Augusta van Saksen-Gotha-Altenburg (Gotha, 30 november 1719 - Londen, 8 februari 1772), was prinses van Wales als echtgenote van Frederik van Hannover, Prins van Wales. Ze werd de moeder van koning George III van het Verenigd Koninkrijk en van koningin Caroline van Denemarken en Noorwegen.

## Leven
Augusta werd geboren in 1719 als achttiende kind van hertog Frederik II van Saksen-Gotha-Altenburg en diens echtgenote hertogin Magdalena Augusta van Anhalt-Zerbst, dochter van vorst Karel Willem van Anhalt-Zerbst. Ze was een jongere zus van hertog Frederik III. Haar oudere zus, Frederika, huwde met hertog Johan Adolf II van Saksen-Weißenfels.

Ze arriveerde op zestienjarige leeftijd in Londen om te trouwen met de 28-jarige Frederik, prins van Wales. Augusta sprak op dat moment zeer gebrekkig Engels. Frederik was de oudste zoon van koning George II van Groot-Brittannië en koningin Caroline. De huwelijksvoltrekking vond plaats op 27 april 1736 in de Koninklijke Kapel van het St. James's Palace te Londen.
Het huwelijk schijnt zeer goed te zijn geweest. Ze kregen uiteindelijk negen kinderen, de jongste werd geboren na de dood van prins Frederik. De geboorte van hun oudste dochter, prinses Augusta, op 31 augustus 1737, vond plaats in het St. James's Palace. Toen de bevalling begon verbleven zij op het Hampton Court Palace, maar omdat Frederik niet wilde dat zijn ouders getuigen waren bij de geboorte, nam hij Augusta mee naar St. James's Palace. De relatie tussen Frederik en zijn ouders was altijd slecht geweest, net zoals de relatie tussen George II en diens vader, koning George I. Augusta koos duidelijk de kant van haar echtgenoot in zijn strijd tegen zijn ouders. Na de dood van Frederik speelde zij een belangrijke rol in de opvoeding van haar oudste zoon, George, die de nieuwe kroonprins en troonopvolger was geworden.

## Overlijden
Koning George II stierf in 1760. Haar oudste zoon, George, werd koning. Prinses Augusta stierf op 8 februari 1772 te Londen.

## Kinderen
Uit huwelijk van Frederik en Augusta werden negen kinderen geboren:
- Augusta (1737-1813), gehuwd met hertog Karel Willem Ferdinand van Brunswijk
- George (1738-1820), koning van het Verenigd Koninkrijk, huwde Sophia Charlotte van Mecklenburg-Strelitz.
- Eduard (1739-1767), hertog van York, bleef ongehuwd
- Elizabeth Caroline (1740-1759), bleef ongehuwd
- Willem (1743-1805), hertog van Gloucester en Edinburgh, in 1766 gehuwd met Maria Walpole
- Hendrik Frederik (1745-1790), hertog van Cumberland, in 1771 gehuwd met Anne Luttrell.
- Louise Anne (1749-1768), bleef ongehuwd.
- Frederik Willem (1750-1765), bleef ongehuwd.
- Carolina Mathilde (1751-1775), in 1766 gehuwd met koning Christiaan VII van Denemarken.

## Galerij

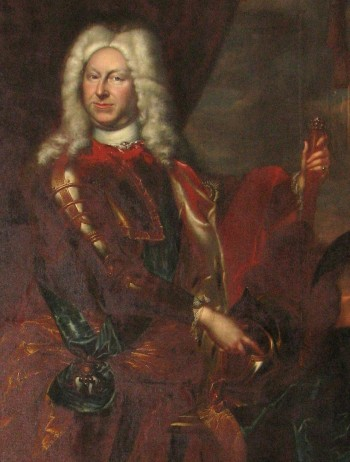
Haar vader, hertog Frederik II van Saksen-Gotha-Altenburg.
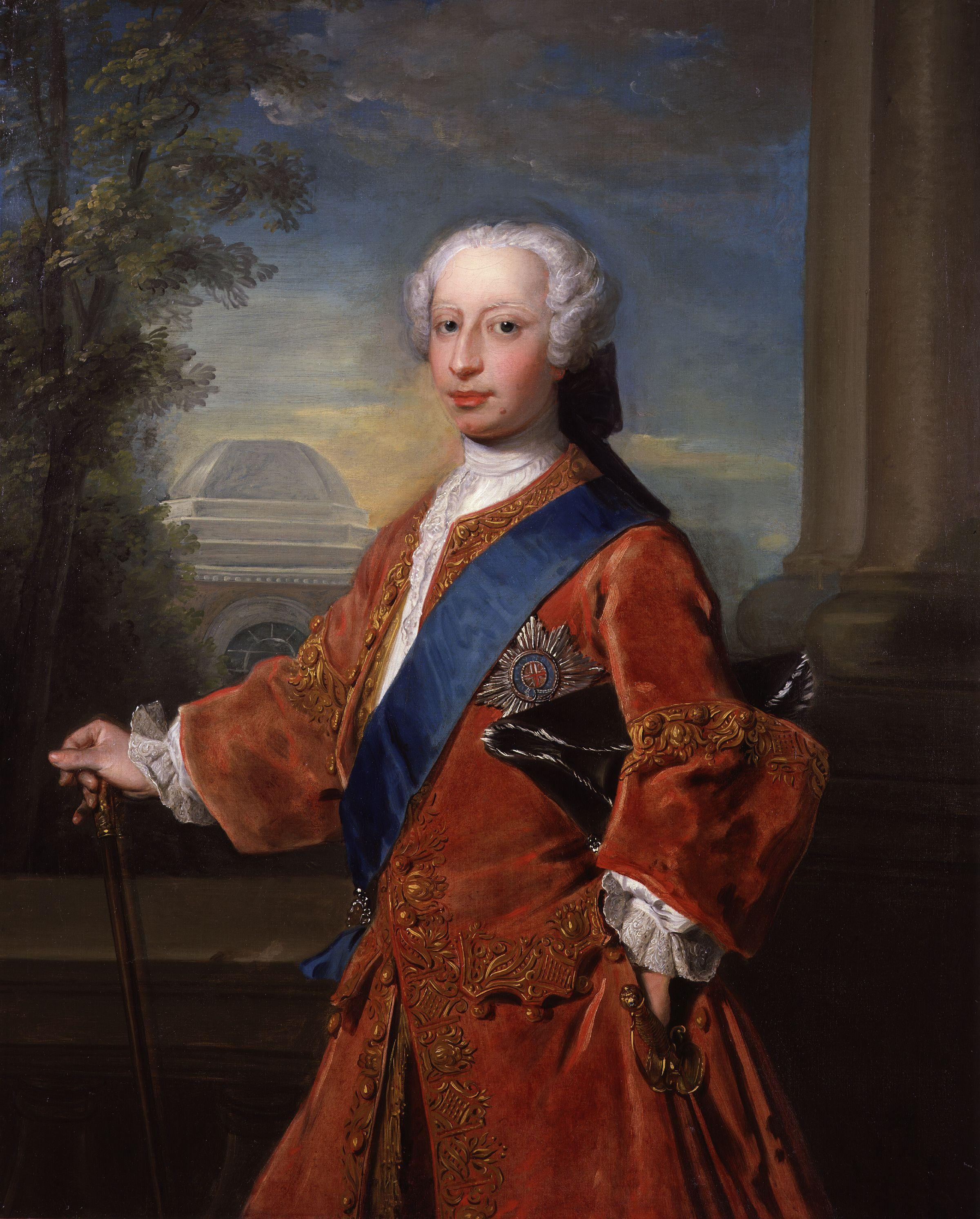
Haar echtgenoot, kroonprins Frederik.
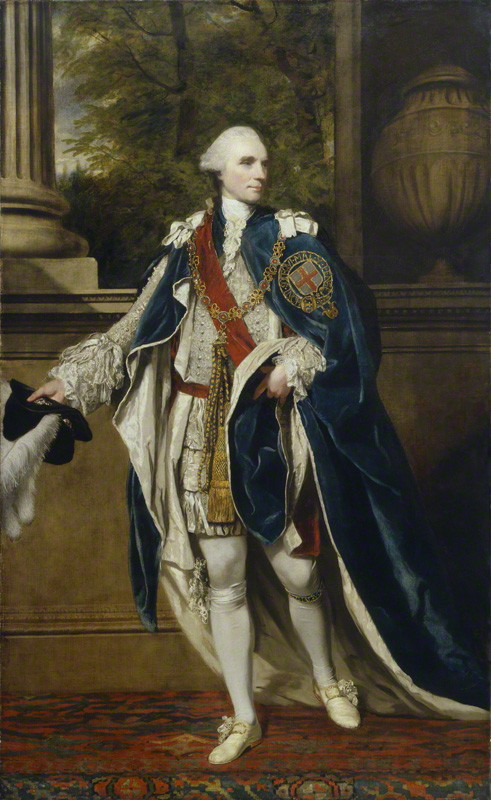
John Stuart, 3de graaf van Bute en eerste minister van Groot-Brittannië (1762-1763). Hij was de mentor van George III.
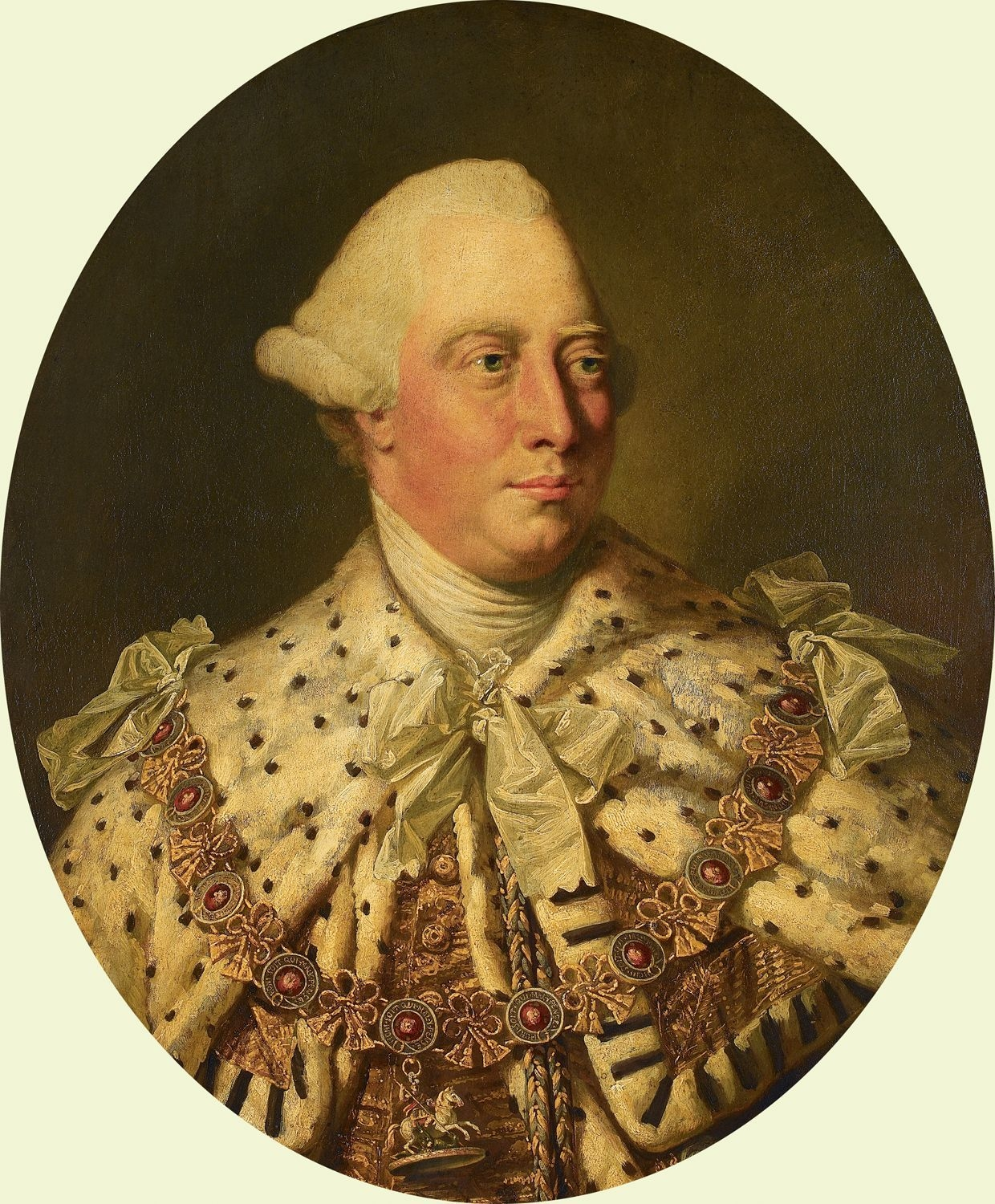
Haar zoon, George III.

## Voorouders
| Kwartierstaat van Augusta van Saksen-Gotha-Altenburg | Kwartierstaat van Augusta van Saksen-Gotha-Altenburg                                                                     | Kwartierstaat van Augusta van Saksen-Gotha-Altenburg                                                                     | Kwartierstaat van Augusta van Saksen-Gotha-Altenburg                                                                     | Kwartierstaat van Augusta van Saksen-Gotha-Altenburg                                                                     | Kwartierstaat van Augusta van Saksen-Gotha-Altenburg                                                                     | Kwartierstaat van Augusta van Saksen-Gotha-Altenburg                                                                     | Kwartierstaat van Augusta van Saksen-Gotha-Altenburg                                                                     | Kwartierstaat van Augusta van Saksen-Gotha-Altenburg                                                                     |
| ---------------------------------------------------- | --- | --- | --- | --- | --- | --- | --- | --- |
| Overgrootouders                                      | Ernst I van Saksen-Gotha (1601–1665) ∞ Elisabeth Sophia van Saksen-Altenburg (1619-1680)                                 | Ernst I van Saksen-Gotha (1601–1665) ∞ Elisabeth Sophia van Saksen-Altenburg (1619-1680)                                 | August van Saksen-Weißenfels (1614–1680) ∞ Anna Maria van Mecklenburg-Schwerin (1627–1669)                               | August van Saksen-Weißenfels (1614–1680) ∞ Anna Maria van Mecklenburg-Schwerin (1627–1669)                               | Johan van Anhalt-Zerbst (1621–1667) ∞ Sophia Augusta van Sleeswijk-Holstein-Gottorp (1630–1680)                          | Johan van Anhalt-Zerbst (1621–1667) ∞ Sophia Augusta van Sleeswijk-Holstein-Gottorp (1630–1680)                          | Karel Willem van Anhalt-Zerbst (1652–1718) ∞ Sophia van Saksen-Weißenfels (1654–1724)                                    | Karel Willem van Anhalt-Zerbst (1652–1718) ∞ Sophia van Saksen-Weißenfels (1654–1724)                                    |
| Grootouders                                          | Hertog Frederik I van Saksen-Gotha-Altenburg (1645–1691) ∞ 1669 Magdalena Sibylla van Saksen-Weißenfels (1648–1681)      | Hertog Frederik I van Saksen-Gotha-Altenburg (1645–1691) ∞ 1669 Magdalena Sibylla van Saksen-Weißenfels (1648–1681)      | Hertog Frederik I van Saksen-Gotha-Altenburg (1645–1691) ∞ 1669 Magdalena Sibylla van Saksen-Weißenfels (1648–1681)      | Hertog Frederik I van Saksen-Gotha-Altenburg (1645–1691) ∞ 1669 Magdalena Sibylla van Saksen-Weißenfels (1648–1681)      | Vorst Karel Willem van Anhalt-Zerbst (1652–1718) ∞ 1676 Sophia van Saksen-Weißenfels (1654–1724)                         | Vorst Karel Willem van Anhalt-Zerbst (1652–1718) ∞ 1676 Sophia van Saksen-Weißenfels (1654–1724)                         | Vorst Karel Willem van Anhalt-Zerbst (1652–1718) ∞ 1676 Sophia van Saksen-Weißenfels (1654–1724)                         | Vorst Karel Willem van Anhalt-Zerbst (1652–1718) ∞ 1676 Sophia van Saksen-Weißenfels (1654–1724)                         |
| Ouders                                               | Hertog Frederik II van Saksen-Gotha-Altenburg (1676-1732) ∞ 1695 Prinses Magdalena Augusta van Anhalt-Zerbst (1679-1740) | Hertog Frederik II van Saksen-Gotha-Altenburg (1676-1732) ∞ 1695 Prinses Magdalena Augusta van Anhalt-Zerbst (1679-1740) | Hertog Frederik II van Saksen-Gotha-Altenburg (1676-1732) ∞ 1695 Prinses Magdalena Augusta van Anhalt-Zerbst (1679-1740) | Hertog Frederik II van Saksen-Gotha-Altenburg (1676-1732) ∞ 1695 Prinses Magdalena Augusta van Anhalt-Zerbst (1679-1740) | Hertog Frederik II van Saksen-Gotha-Altenburg (1676-1732) ∞ 1695 Prinses Magdalena Augusta van Anhalt-Zerbst (1679-1740) | Hertog Frederik II van Saksen-Gotha-Altenburg (1676-1732) ∞ 1695 Prinses Magdalena Augusta van Anhalt-Zerbst (1679-1740) | Hertog Frederik II van Saksen-Gotha-Altenburg (1676-1732) ∞ 1695 Prinses Magdalena Augusta van Anhalt-Zerbst (1679-1740) | Hertog Frederik II van Saksen-Gotha-Altenburg (1676-1732) ∞ 1695 Prinses Magdalena Augusta van Anhalt-Zerbst (1679-1740) |
| Augusta van Saksen-Gotha-Altenburg (1719-1772)       | | | | | | | | |